# Ајнелен
Ајнелен (њем. Einöllen) општина је у њемачкој савезној држави Рајна-Палатинат. Једно је од 98 општинских средишта округа Кузел. Према процјени из 2010. у општини је живјело 447 становника. Посједује регионалну шифру (AGS) 7336019.

## Географски и демографски подаци
Ајнелен се налази у савезној држави Рајна-Палатинат у округу Кузел. Општина се налази на надморској висини од 344 метра. Површина општине износи 4,9 km². У самом мјесту је, према процјени из 2010. године, живјело 447 становника. Просјечна густина становништва износи 91 становника/km².